# Lilla Glummesjö
Lilla Glummesjö är en sjö i Marks kommun i Västergötland och ingår i Viskans huvudavrinningsområde.